# Доблатина
Доблатина (словен. Doblatina) — поселення в общині Лашко, Савинський регіон, Словенія. Висота над рівнем моря: 576 м. 